# Stránce
Stránce (německy Stranitz) jsou zaniklá vesnice v okrese Most v Ústeckém kraji. Nacházela se v nadmořské výšce 215 metrů na stráni nad říčkou Srpinou. Stránce byly zbořeny v sedmdesátých letech 20. století při rozšíření Velebudické výsypky. Dnes je katastrální území Stránce částí obce Bečov.

## Název
Název vesnice je odvozen z obecného jména stránce označujícího malé stráně. V historických pramenech se jméno objevuje ve tvarech: z Strancze (1437) a Stranitz (1787 a 1846).

## Historie
Nejstarší věrohodná písemná zmínka o Stráncích pochází z roku 1595, kdy císař Rudolf II. prodal městu Mostu mostecký hrad i se vším příslušenstvím, ke kterému náležela i ves Stránce. Ovšem už v roce 1597 město prodalo Stránce za 1 500 kop grošů Petrovi a Václavovi z Geyssingu. V roce 1654 patřila ves do panství Postoloprty hraběte Václava Michny z Vacínova. Zároveň zde byl svobodný dvůr rytmistra Zikmunda Čoliče. V roce 1662 koupila ves paní Benigna Janquinová a Stránce se staly samostatným statkem. K němu byl v roce 1684 připojen i zmíněný dvůr. V roce 1773 je jako majitel uváděn pražský měšťan František Xaver Glaser z Glasersbergu. V roce 1811 statek Stránce přešel do majetku svobodných pánů z Ottlilienfeldu, kteří ves a statek vlastnili až do zrušení poddanství v roce 1848. Poté se Stránce staly osadou obce Vtelno. Po druhé světové válce byly osadou obce Židovice.
Vesnice byla zbořena na počátku sedmdesátých let 20. století při rozšiřování důlní výsypky.

## Obyvatelstvo
Při sčítání lidu v roce 1921 ve vsi žilo 163 obyvatel (z toho 84 mužů), z nichž bylo devadesát Čechoslováků, 72 Němců a jeden cizinec. Většina se hlásila k římskokatolické církvi, ale 34 lidí bylo bez vyznání, jeden člověk patřil k církvi československé a jeden k nezjišťovaným církvím. Podle sčítání lidu z roku 1930 měla vesnice 149 obyvatel: 71 Čechoslováků, 69 Němců, jednoho příslušníka jiné národnosti a osm cizinců. Kromě osmi členů nezjišťovaných církví a 22 lidí bez vyznání byli římskými katolíky.
|           | 1869 | 1880 | 1890 | 1900 | 1910 | 1921 | 1930 | 1950 | 1961 | 1970 |
| --------- | ---- | ---- | ---- | ---- | ---- | ---- | ---- | ---- | ---- | ---- |
| Obyvatelé | 112  | 106  | 98   | 85   | 164  | 163  | 149  | 69   | 77   | 22   |
| Domy      | 21   | 23   | 20   | 23   | 20   | 21   | 23   | 16   | .    | 10   |

## Pamětihodnosti
- V roce 1773 nechal vystavět František Xaver z Glasersbergu dvoukřídlý jednopatrový zámek. Zámek byl přestavěn v roce 1888. Po roce 1948 zde sídlilo jednotné zemědělské družstvo a posléze státní statek. Ze zámku se dochoval jen soubor alegorických soch čtyř ročních období, který byl umístěn do atria základní školy v Bečově.
- Barokní kaple Nejsvětější Trojice z roku 1720, upravena v letech 1766 a 1879, s rokokovým oltářem z druhé poloviny 18. století.
- Barokní socha svatého Jana Nepomuckého z počátku 18. století (dnes umístěna u zámku Jezeří).